# Гофманівка
Гофманівка (рос. Гофмановка, пол. Hofmanówka) — колишня колонія у Лучицькій сільській раді Городницького району Житомирської області Української РСР.

## Населення
У 1868 році в поселенні налічувалося 46 мешканців, у другій половині 19 століття — 177 жителів обох статей, дворів — 29, наприкінці 19 століття — 153 мешканці, дворів — 34, у 1906 році — 135 осіб, дворів — 26, у 1910 році — 365 осіб, у 1923 році — 157 мешканців, дворів — 70.

## Історія
Колишнє лютеранське поселення, лежало за 35 км північно-західніше Новограда-Волинського. Лютеранські парафії — Житомир та Новоград-Волинський. Була школа.
Заснована у 1867 році поміщиком Вацлавом Руліковським як поселення німецьких колоністів у складі Городницької волості Новоград-Волинського повіту Волинської губернії. Належала до городницького ключа. В поселенні був дім молитви, пастор мешкав у Житомирі. Майже всі мешканці були євангелістами.
За довідником 1885 року — німецька колонія Городницької волості Новоград-Волинського повіту Волинської губернії, за 4 версти від Городниці. Був молитовний дім.
Наприкінці 19 століття — колонія Городницької волості Новоград-Волинського повіту Волинської губернії. Був євангельський дім молитви.
У 1906 році — колонія Городницької волості (2-го стану) Новоград-Волинського повіту Волинської губернії. Відстань до повітового центру м. Новоград-Волинський становила 34 версти, до волосного центру містечка Городниця — 4 версти. Поштове відділення — міст. Городниця.
У 1923 році включена до складу новоствореної Лучицької сільської ради, яка 7 березня 1923 року увійшла до складу новоутвореного Городницького району Житомирської округи. Розміщувалася за 4 версти від районного центру міст. Городниця та за 3 версти від центру сільської ради, с. Лучиці.
Виключена з обліку населених пунктів до 1 жовтня 1941 року.